# Edmund Schwarzer
Edmund Schwarzer (* 1868 in Elberfeld, Rheinprovinz; † 1952 in Gamburg, Landkreis Tauberbischofsheim) war ein deutscher Porträtmaler der Düsseldorfer Schule.

## Leben
Edmund Schwarzer studierte von 1889 bis 1894 an der Kunstakademie Düsseldorf. Dort waren Hugo Crola (Vorbereitungsklasse), Adolf Schill (Klasse für Ornamentik und Dekoration) sowie Peter Janssen der Ältere (Antiken- und Naturklasse, Malklasse) seine Lehrer. In Düsseldorf war er außerdem Mitglied des Akademischen Vereins Laetitia und des Künstlervereins Malkasten. Zu seinen Jugendfreunden zählte der Schriftsteller Rudolf Herzog. Schwarzer übte sich in landschaftlichen Naturstudien, wirkte jedoch hauptsächlich als Porträtmaler in Düsseldorf, wo er 1938 seinen 70. Geburtstag feierte.